# Lech Gardocki
Lech Gardocki (ur. 13 kwietnia 1944 w Rydzewie) – polski prawnik, profesor nauk prawnych, nauczyciel akademicki, sędzia, od 17 października 1998 do 18 października 2010 pierwszy prezes Sądu Najwyższego i z urzędu przewodniczący Trybunału Stanu.

## Życiorys
W 1966 ukończył studia prawnicze na Wydziale Prawa i Administracji Uniwersytetu Warszawskiego, był uczniem Igora Andrejewa. W 1969 zdał egzamin sędziowski. W 1971 uzyskał stopień doktora nauk prawnych, obronił pracę zatytułowaną Przestępstwa służbowe w ustawodawstwach państw socjalistycznych. W 1979 został doktorem habilitowanym w dziedzinie prawa karnego na podstawie pracy pt. Zagadnienia internacjonalizacji odpowiedzialności karnej za przestępstwa popełnione za granicą.
W 1991 został powołany na stanowisko profesora nadzwyczajnego na Uniwersytecie Warszawskim. Rok później otrzymał tytuł naukowy profesora nauk prawnych nadany przez prezydenta Lecha Wałęsę.
Pod jego kierunkiem stopień naukowy doktora uzyskali m.in. Zbigniew Jędrzejewski (1992) i Sławomir Żółtek (2008).
Należał do PZPR, z członkostwa w partii zrezygnował 18 grudnia 1981 po wprowadzeniu stanu wojennego.
Od 4 lipca 1996 orzekał jako sędzia Sądu Najwyższego w Izbie Karnej. 17 października 1998 po raz pierwszy objął urząd pierwszego prezesa Sądu Najwyższego, a z dniem 18 października 2004 został powołany przez prezydenta Aleksandra Kwaśniewskiego na drugą kadencję (na okres do 18 października 2010). Z urzędu pełnił równocześnie funkcję przewodniczącego Trybunału Stanu. Z dniem 3 marca 2011 przeszedł w stan spoczynku. W 2015 został dziekanem Wydziału Prawa Uniwersytetu SWPS w Warszawie.

## Odznaczenia i wyróżnienia
W 2010 został odznaczony przez prezydenta Bronisława Komorowskiego Krzyżem Komandorskim Orderu Odrodzenia Polski. W 2000 otrzymał Order Zasługi Republiki Włoskiej II klasy. W 2007 został odznaczony Orderem Narodowym Legii Honorowej V klasy. W 2011 otrzymał Medal „Zasłużony dla Wymiaru Sprawiedliwości – Bene Merentibus Iustitiae”.
Uhonorowano go publikacją pt. Między nauką a praktyką prawa karnego. Księga jubileuszowa Profesora Lecha Gardockiego.

## Życie prywatne
Był żonaty z Teresą Gardocką (która zmarła w 2025), prawniczką i nauczycielką akademicką, zatrudnioną m.in. na SWPS Uniwersytecie Humanistycznospołecznym.
Ma troje dzieci: syna Wojciecha (przedsiębiorcę), córkę Milenę (prawniczkę, która została sędzią) i córkę Helenę (prawniczkę, która była doktorantką na UW i autorką tekstów w „Palestrze”).

## Wybrane publikacje
- Naprawdę jesteśmy trzecią władzą, C.H. Beck, Warszawa 2008
- Prawo karne, C.H. Beck, Warszawa 1994
- Tom specjalny wydany dla uczczenia pracy naukowej Igora Andrejewa (red. nauk.), Wyd. UW, Warszawa 1988[13]
- Zagadnienia internacjonalizacji odpowiedzialności karnej za przestępstwa popełnione za granicą, Wyd. UW, Warszawa 1979
- Zagadnienia teorii kryminalizacji, PWN, Warszawa 1990
- Zarys prawa karnego międzynarodowego, PWN, Warszawa 1985